# A Dog's Eye View
A Dog's Eye View är det brittiska oi!-/streetpunk-bandet Gundogs andra studioalbum, utgiven på LP av brittiska New Blood Records och på CD av svenska Sidekicks Records 2000.

## Låtlista
1. "Done & Dusted"
2. "Memories"
3. "Stand Strong"
4. "Son of Mine"
5. "My Life"
6. "Our Jury"
7. "Streets of London"
8. "Loyalty"
9. "Week End"
10. "Sex Case"
11. "Smelly Cunt"
12. "Our Mates"

### Fotnoter
1. ↑  ”A Dog's Eye View”. Discogs.com. http://www.discogs.com/Gundog-A-Dogs-Eye-View/release/1913377. Läst 13 april 2012.